# 買い物バス

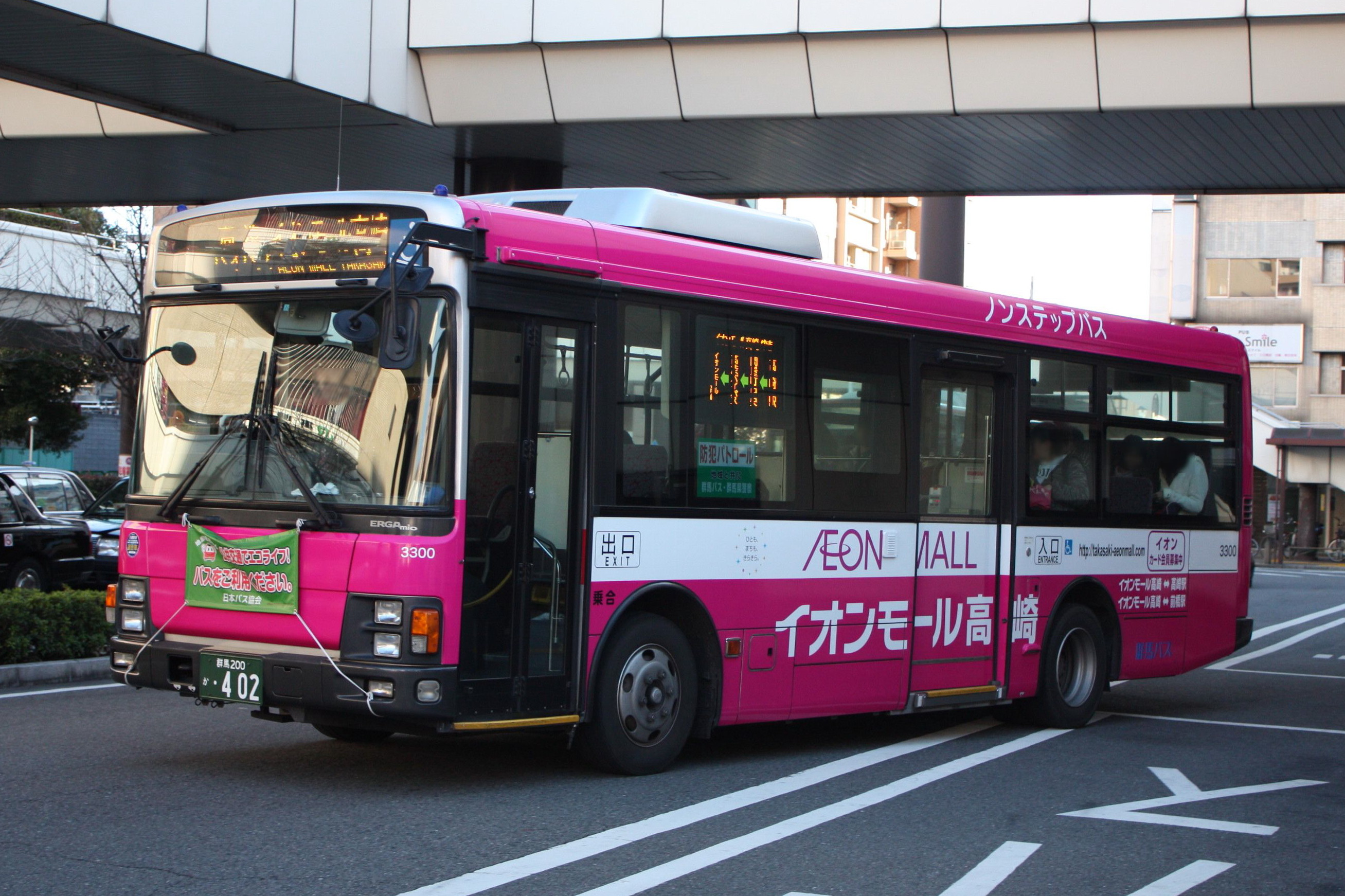
イオンモール高崎行きバス（群馬県高崎市、JR高崎駅前）

買い物バス（かいものバス）は、商業施設が買い物客の足を確保するために運行するバスのことである。自家用バス（白ナンバー車）による運行や、商業施設側が地元のバス事業者やタクシー会社に運行委託する（緑ナンバー車）などして運行する。
「買い物バス」は法的に定義されている概念ではない。本項における買い物バスとは異なるが、バス会社が商業施設間を運行している路線バスを「買い物バス」と称している場合もある。

## 概要
商業施設側が運行を委託するので、利用者は低運賃または運賃無料で利用することができる。運行時間は、商業施設の営業時間内で運行することが多い。ルートは、駅と商業施設を往復する、あるいは商業施設を基点に鉄道駅や住宅地などを巡回するものが多い。大規模施設では商業施設の敷地内を運行しているものもある。
効果として、高齢者や子どもなど車の運転ができない人でも気軽に行ける、悪天候や荷物が多い日には便利である、大量輸送なので環境にも優しい、店側も今まで来られなかった人にも来てもらえる、などが挙げられる。